# Handeln statt Hoffen
Handeln statt Hoffen ist ein 2019 bei Droemer Knaur erschienenes Sachbuch zur Umweltpolitik. Geschrieben wurde es von Carola Rackete unter Mitarbeit der Autorin und Umweltaktivistin Anne Weiss.

## Inhalt
Rackete führt in ihrem Buch aus, dass die Menschheit an einem Wendepunkt der Menschheitsgeschichte stehen würde, da durch die menschengemachte Klimaveränderung im schlimmsten Fall ein globaler Kollaps drohe, so dass schon im Jahr 2050 ein Viertel der Menschheit keinen Zugang mehr zu Trinkwasser hätte. Das würde zu einer großen Klimamigration führen und die derzeitige Generation wäre die letzte, der es noch gelingen könnte, die Klimakrise abzuwenden. Sie hält den Ansatz von Extinction Rebellion für vielversprechend, die versuchen, durch zivilen Ungehorsam Maßnahmen für den Umweltschutz zu erzwingen.

## Ausgaben
- Carola Rackete unter Mitarbeit von Anne Weiss: Handeln statt Hoffen: Aufruf an die letzte Generation. Droemer Knaur, München 2019, ISBN 978-3-426-27826-0.
  - italienische Übersetzung: Il mondo che vogliamo. Garzanti, ISBN 978-88-11-81245-6.
  - englische Übersetzung: The Time to Act Is Now. A call to combat environmental breakdown. 2021, ISBN 978-3-948250-39-3 (Buch als frei verfügbare PDF-Datei auf rosalux.de).

## Rezeption
- Hanna Bethke: So kann man nicht die Welt retten. FAZ, 30. Oktober 2019.
- Malte Kreutzfeldt: Gegen zivilen Gehorsam. Taz, 30. Oktober 2019.
- Anette Kögel: Kurs auf Rettung der Welt. Der Tagesspiegel, 30. Oktober 2019.
- Christian Ultsch: Die gefährliche Utopie der Carola Rackete. Die Presse, 2. November 2019.
- Anna Schneider: Von wegen nur Umweltschutz: In Wahrheit kämpfen die führenden deutschen Klimaaktivistinnen gegen Kapitalismus und Marktwirtschaft. Neue Zürcher Zeitung, 8. November 2019.

Filmberichte
- Aktivistin Carola Rackete appelliert an unsere Verantwortung. ZDF Aspekte, 1. November 2019.
- Sea-Watch-Kapitänin Carola Rackete: Aufruf an die letzte Generation. WDR, Filmbericht von Hilka Sinning, 2. November 2019.